# Palaiargia alcedo
Palaiargia alcedo – gatunek ważki z rodziny pióronogowatych (Platycnemididae). Jest znany tylko z okazów typowych zebranych w 1939 roku na dwóch stanowiskach oddalonych od siebie o niecałe 5 km w Górach Centralnych w indonezyjskiej części Nowej Gwinei.